# جيوفري سيم
جيوفري سيم (بالإنجليزية: Geoffrey Sim)‏ هو سياسي نيوزيلندي، ولد في 2 أبريل 1911، وتوفي في 27 مارس 2002. انتخب عضو مجلس النواب النيوزيلندي.